# كاريس (شركة)
شركة كاريس ( Campania Carris de Ferro de Lisboa ) (شركة ترام لشبونة) هي شركة نقل عام في لشبونة، البرتغال. تدير شركة كاريس حافلات لشبونة، والترام، والسكك الحديدية المعلقة. أنها لا تعمل بمترو لشبونة. تأسست شركة كاريس في 18 سبتمبر 1872. كما تم تسجيل ما مجموعه 140.6 مليون راكب على متن الطائرة في عام 2017.
توظف شركة كاريس 2588 فردًا، منهم 1285 سائق حافلة و152 سائق ترام. تشغل الشركة 724 حافلة، و48 ترامًا، وثلاثة قطارات جبلية (دو لافرا ودا غلوريا ودا بيكا )، ومصعدًا ( مصعد سانتا جوستا ). الأربعة الأخيرة صممها المهندس راؤول ميسنييه دو بونسارد.

## روابط خارجية
- باللغة البرتغالية Carris website
- Carris website (English version)
- باللغة البرتغالية Personal website about history buses and trams of Carris

- باللغة البرتغالية Carris website
- Carris website (English version)
- باللغة البرتغالية Personal website about history buses and trams of Carris

قالب:Lisbon